# Codringtonia codringtonii
Codringtonia codringtonii is een slakkensoort uit de familie van de Helicidae. De soort is endemisch in Griekenland.
Codringtonia codringtonii werd voor het eerst wetenschappelijk beschreven als Helix codringtonii in 1834 door John Edward Gray.